# (1865) Цербер
(1865) Цербер (др.-греч. Κέρβερος, лат. Cerberus) — небольшой околоземный астероид из группы аполлонов, который характеризуется очень вытянутой орбитой, из-за чего в процессе своего движения вокруг Солнца он пересекает орбиты сразу трёх планет: Земли, Венеры и Марса. Он был открыт 26 октября 1971 года чешским астрономом Лубошем Когоутеком в Гамбургской обсерватории и назван в честь Цербера, трёхголового пса, охранявшего вход в царство мёртвых Аида в древнегреческой мифологии.

Орбита астероида Цербер и его положение в Солнечной системе
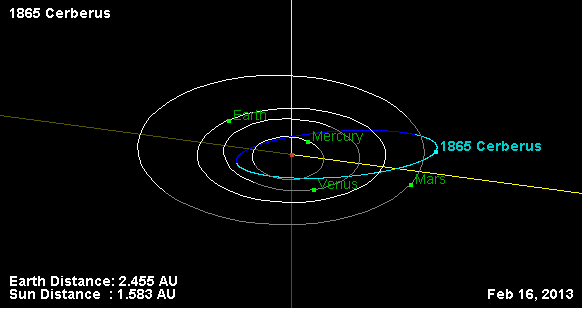
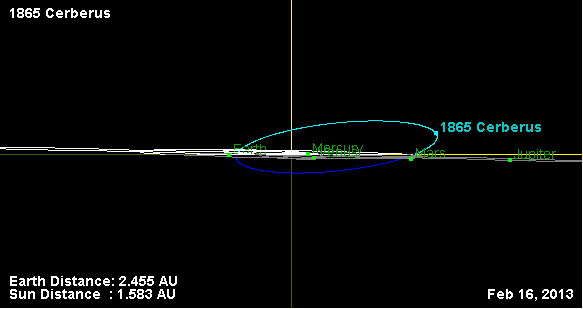
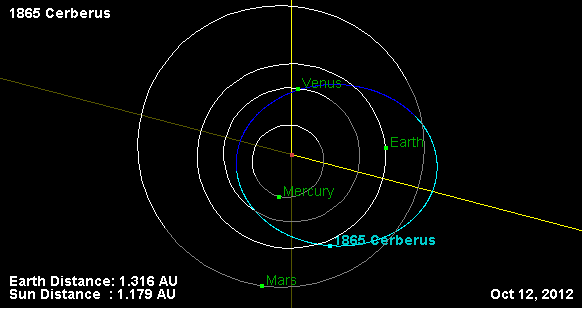